# Rathaus Schöneberg

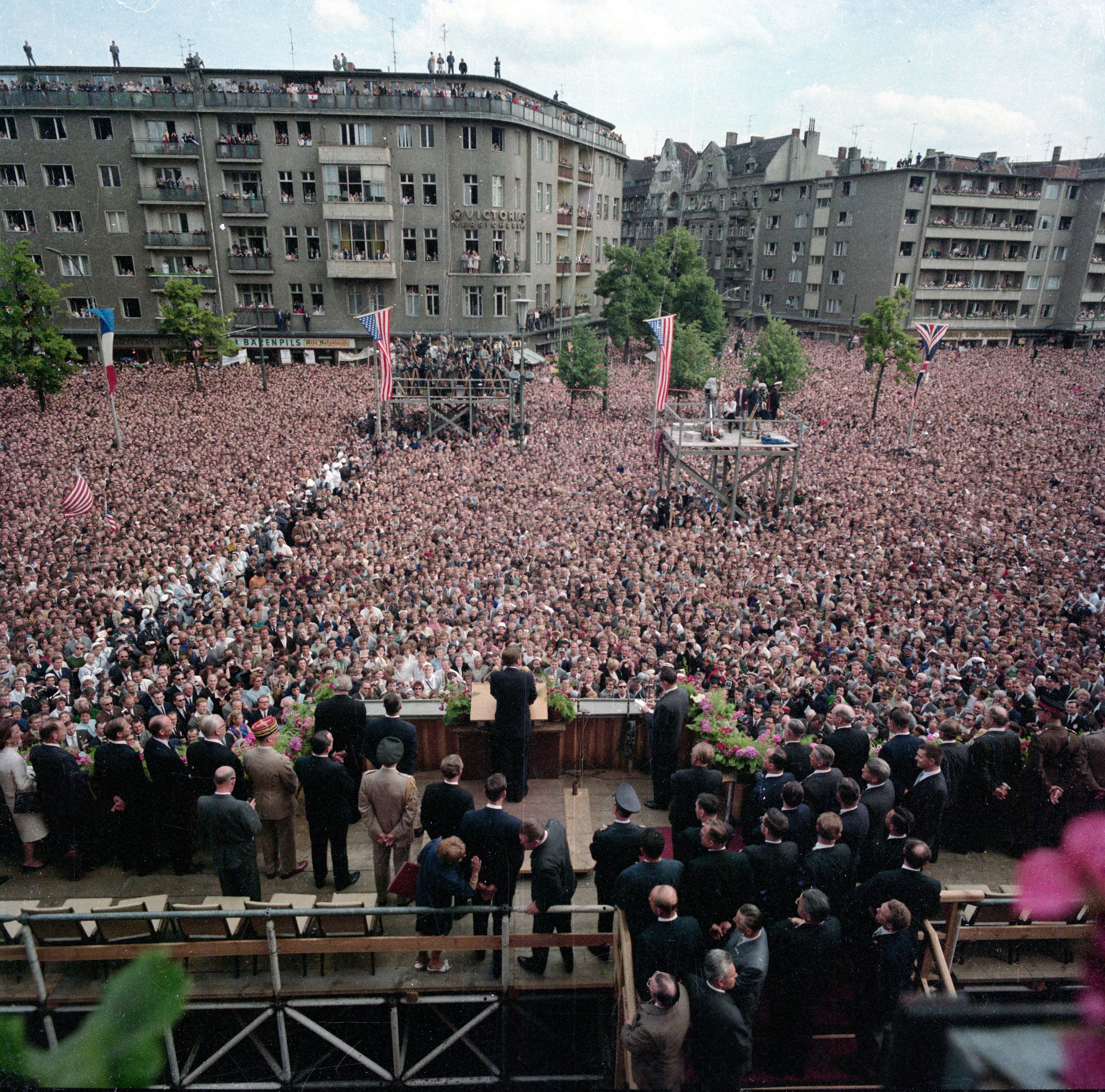
USA:s president John F. Kennedy talar vid Rathaus Schöneberg 1963.

Rathaus Schöneberg i Berlin är stadsdelsområdet Tempelhof-Schönebergs rådhus och var tidigare rådhus för Västberlin och plats för Västberlins senat. Rådhuset byggdes 1911-1914 för Schöneberg som då fortfarande var en självständig stad. 
1963 höll den amerikanske presidenten John F. Kennedy sitt berömda tal på rådhusets balkong, då han proklamerade USA:s vilja att försvara Västberlin med meningen "Ich bin ein Berliner". Platsen framför rådhuset heter John-F.-Kennedy-Platz.

## Historia
Rathaus Schöneberg är resultatet av orten Schönebergs snabba utveckling i slutet av 1800-talet då Schöneberg gick från att vara en liten ort till att få stadsrättigheter. 1874 öppnade ett första rådhus på Kaiser-Wilhelm-Platz. Detta första rådhus ersattes 1891-1892 av ett större då invånarantalet gått från 4500 till 29 000. Invånarantalet fortsatte att öka och 1898 fick Schöneberg stadsrättigheter. Rådhuset räckte inte till och 1900 köpte staden området Rosenkessel'sche Grundstück för att uppföra ett nytt rådhus. Det gamla rådhuset kom senare att förstöras under andra världskriget. 
Uppförandet av det nya rådhuset föregicks av flera års planering och arbeten med finansiering, den första planen gav borgmästaren Rudolph Wilde i uppdrag att ta fram. Denna plan röstades nej av stadens församling på grund av kostnaderna 1909. Samtidigt försköts byggstarten då verksamheter på den inköpta marken skulle hitta nya platser att vara på. En arkitekttävling utlystes där man skulle skapa ett rådhus som hamnade i centrum för Schönebergs stadsutveckling. 84 bidrag lämnades in av och 1910 korades Peter Jürgensen och Jürgen Bachmann till vinnare. Duon hade tidigare främst arbetat med kyrkobyggnader. 1908-1911 skapades bredvid rådhustomten stadsparken, dagens Rudolph-Wilde-Park.

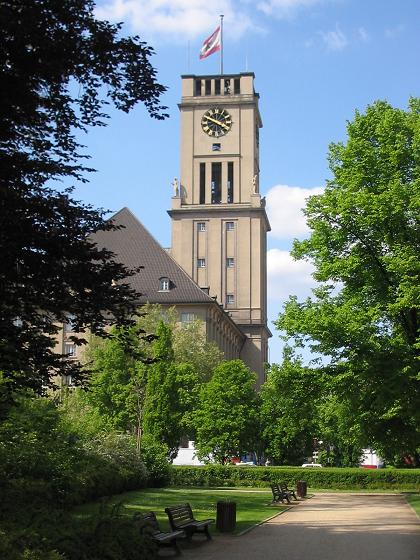
Rådhuset sett från Rudolph-Wilde-Park.

Det första spadtaget togs 25 maj 1911 av borgmästaren Alexander Dominicus. Sandstenen som användes kom från stenbrott i Wünschelburg i Nedre Schlesien. Bygget gick snabbt framåt men kom senare att försenas, bland annat genom flera tillägg från den ursprungliga planen; målningar, tornfigurer, telefonanläggningar). Den kran som skulle användas för uppförandet av rådhustornet visade sig vara för svag. Detta gjorde att kostnaderna steg kraftigt. 1913 flyttade de första kommunala avdelningarna in och 25 mars 1914 användes rådhuset för första gången av stadsförsamlingen. I oktober 1914 skulle rådhuset invigas officiellt men första världskrigets utbrott gjorde att invigningen sköts på framtiden. När så Schöneberg inkorporerades i Stor-Berlin 1920 blev rådhuset säte för borgmästaren i stadsdelsområdet Schöneberg.
Rådhuset förstördes under andra världskrigets bombningar. Nazisterna försökte under krigets sista dagar att göra rådhuset till en försvarspost varpå Volkssturm, Hitlerjugend och soldater intog byggnaden. Röda armén besköt byggnaden samtidigt som ockupanterna brände akterna över judiska husägare och Hitlerjugend plundrade vinkällaren. 29 april 1945 överläts byggnaden till Röda armén. Reparationerna av byggnaden drog ut på tiden då bristen på byggmaterial och maskiner var stor och andra byggnader hade större prioritet. Vändningen kom som en följd av Berlins delning. Rådhuset blev säte för Västberlins senat och delstatsparlament 1949 och därmed det politiska centrumet i Västberlin. Borgmästaren Ernst Reuter flyttade in i byggnaden 7 juni 1949. Fram till 1955 återställdes byggnaden, om än till delar i förenklad form, bland annat rådhustornet. 

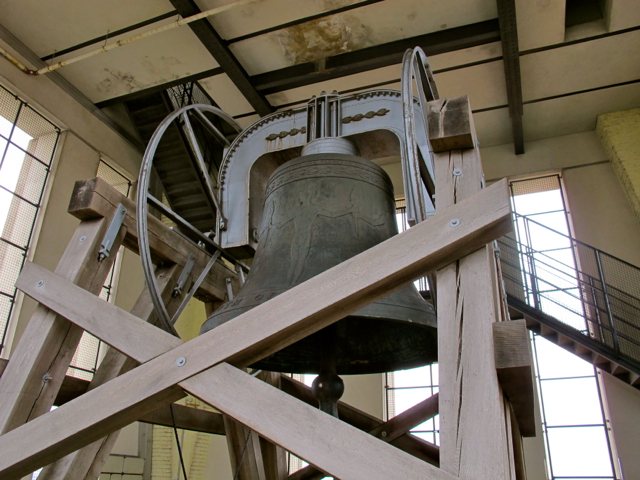
Frihetsklockan i Berlin

I rådhuset återfinns också frihetsklockan som skänktes genom en insamling i USA. Klockan ljöd första gången 24 oktober 1950. Klockan ringer varje dag vid 12 samt vid tolvslaget på nyår. Klockans ringning sändes varje söndag i RIAS, en tradition som fortsatt i Deutschlandradio Kultur. De kommande åren kom rådhuset att bli plats för stora demonstrationer och rådhuset besöktes av en rad personligheter, det mest kända besöket av John F. Kennedy 1963 som samlade tiotusentals berlinare. Andra besökare till rådhuset var Indira Gandhi, Martin Luther King och Elizabeth II. 
Fyrmaktsavtalet 1971 förde med sig en diskussion om Västberlins senat och parlament skulle vara kvar eller inte i rådhuset. Huset hade blivit för trångt och bland annat föreslogs en flytt till Steglitzer Kreisel eller Kongresshalle (Haus der Kulturen der Welt) men de alternativen ansågs inte ekonomiskt eller politiskt gångbara. Politiskt såg man risken i att en flytt skulle tolkas som ett erkännande av stadens delning. Istället beslutade man för att bygga om och restaurera rådhuset, ett arbete som utfördes 1978-1988. 1978 utlystes en arkitekttävling där bland annat ett nytt plenum skulle tas fram. I slutändan kom man istället att modernisera den existerande salen 1981-1982. Delar som restaurerades var bland annat Goldenes Saal och 1983 öppnade också Rådhuskällaren på nytt sedan den flyttats. Rådhusets fasad samt tornet tvättades och tornet restaurerades och även taket lades om inför Berlins 750-årsjubileum 1987.
I samband med Berlins återförening blev Rotes Rathaus i Mitte åter hela Berlins rådhus. 1993 lämnade Berlins delstatsparlament byggnaden. Sedan 2001 är byggnaden rådhus för stadsdelsområdet Tempelhof-Schöneberg. I byggnaden finns även utställningen Wir waren Nachbarn – Biografien jüdischer Zeitzeugen som visar de judiska invånarnas historia. Här fanns tidigare en permanent utställning om Willy Brandt. Varje vecka äger även en marknad rum på platsen framför rådhuset.